# Miranda (cầu thủ bóng đá)
João Miranda de Souza Filho, hay João Miranda hoặc Miranda (sinh 7 -9- 1984) là cựu trung vệ người Brazil. Với sự ổn định, Miranda chính là một trong những trung vệ hay nhất mùa giải 2013-2014 của La Liga, là hòn đá tảng trước khung thành Thibaut Courtois.
Miranda là mẫu trung vệ hiện đại khá toàn diện với tốc độ, khả năng chuyền bóng, phát động tấn công từ xa và không chiến tốt.
Ngày 12 tháng 1 năm 2023, Miranda chính thức giã từ sự nghiệp thi đấu quốc tế sau 19 năm thi đấu chuyên nghiệp.

## Thống kê sự nghiệp

### Câu lạc bộ
| Câu lạc bộ          | Mùa giải            | Giải đấu             | Giải đấu | Giải đấu | Cúp quốc gia | Cúp quốc gia | Châu lục | Châu lục | Khác | Khác | Tổng cộng | Tổng cộng |
| Câu lạc bộ          | Mùa giải            | Hạng                 | Trận     | Bàn      | Trận         | Bàn          | Trận     | Bàn      | Trận | Bàn  | Trận      | Bàn       |
| ------------------- | ------------------- | -------------------- | -------- | -------- | ------------ | ------------ | -------- | -------- | ---- | ---- | --------- | --------- |
| Coritiba            | 2004                | Série A              | 40       | 2        | —            | —            | —        | —        | —    | —    | 40        | 2         |
| Coritiba            | 2005                | Série A              | 9        | 0        | —            | —            | —        | —        | —    | —    | 9         | 0         |
| Coritiba            | Tổng cộng           | Tổng cộng            | 49       | 2        | —            | —            | —        | —        | —    | —    | 49        | 2         |
| Sochaux             | 2005–06             | Ligue 1              | 20       | 0        | 0            | 0            | —        | —        | —    | —    | 20        | 0         |
| Sochaux             | Tổng cộng           | Tổng cộng            | 20       | 0        | 0            | 0            | —        | —        | —    | —    | 20        | 0         |
| São Paulo           | 2006                | Série A              | 14       | 1        | —            | —            | —        | —        | —    | —    | 14        | 1         |
| São Paulo           | 2007                | Série A              | 35       | 2        | —            | —            | —        | —        | —    | —    | 35        | 2         |
| São Paulo           | 2008                | Série A              | 24       | 0        | —            | —            | 10       | 1        | —    | —    | 34        | 1         |
| São Paulo           | 2009                | Série A              | 28       | 0        | —            | —            | 6        | 0        | —    | —    | 34        | 0         |
| São Paulo           | 2010                | Série A              | 27       | 1        | —            | —            | 11       | 0        | —    | —    | 38        | 1         |
| São Paulo           | 2011                | Série A              | 17       | 1        | 6            | 0            | —        | —        | —    | —    | 23        | 4         |
| São Paulo           | Tổng cộng           | Tổng cộng            | 145      | 5        | 6            | 0            | 27       | 1        | 0    | 0    | 178       | 6         |
| Atlético Madrid     | 2011–12             | La Liga              | 27       | 1        | 2            | 0            | 15       | 1        | —    | —    | 44        | 2         |
| Atlético Madrid     | 2012–13             | La Liga              | 35       | 2        | 6            | 1            | 3        | 0        | 1    | 1    | 45        | 4         |
| Atlético Madrid     | 2013–14             | La Liga              | 32       | 2        | 5            | 0            | 13       | 2        | 2    | 0    | 52        | 4         |
| Atlético Madrid     | 2014–15             | La Liga              | 23       | 3        | 3            | 0            | 8        | 0        | 2    | 0    | 36        | 3         |
| Atlético Madrid     | Tổng cộng           | Tổng cộng            | 117      | 8        | 16           | 1            | 39       | 3        | 5    | 1    | 177       | 13        |
| Internazionale      | 2015–16             | Serie A              | 32       | 1        | 2            | 0            | —        | —        | —    | —    | 32        | 1         |
| Internazionale      | 2016–17             | Serie A              | 32       | 0        | 1            | 0            | 3        | 0        | —    | —    | 36        | 0         |
| Internazionale      | 2017–18             | Serie A              | 29       | 0        | 0            | 0            | —        | —        | —    | —    | 29        | 0         |
| Internazionale      | 2018–19             | Serie A              | 15       | 0        | 1            | 0            | 5        | 0        | —    | —    | 20        | 0         |
| Internazionale      | Tổng cộng           | Tổng cộng            | 104      | 1        | 4            | 0            | 8        | 0        | —    | —    | 116       | 1         |
| Giang Tô Tô Ninh    | 2019                | Chinese Super League | 9        | 1        | 0            | 0            | —        | —        | —    | —    | 9         | 1         |
| Giang Tô Tô Ninh    | 2020                | Chinese Super League | 19       | 1        | 0            | 0            | —        | —        | —    | —    | 19        | 1         |
| Giang Tô Tô Ninh    | Tổng cộng           | Tổng cộng            | 28       | 2        | 0            | 0            | —        | —        | —    | —    | 28        | 2         |
| São Paulo           | 2021                | Série A              | 28       | 0        | 5            | 0            | 6        | 0        | 7    | 1    | 46        | 1         |
| São Paulo           | 2022                | Série A              | 15       | 0        | 5            | 0            | 9        | 1        | 7    | 0    | 36        | 1         |
| São Paulo           | Tổng cộng           | Tổng cộng            | 43       | 0        | 10           | 0            | 15       | 1        | 14   | 1    | 82        | 2         |
| Tổng cộng sự nghiệp | Tổng cộng sự nghiệp | Tổng cộng sự nghiệp  | 494      | 17       | 37           | 1            | 91       | 5        | 70   | 5    | 692       | 28        |

1. ↑  Bao gồm Copa Libertadores, Recopa Sudamericana UEFA Champions League và UEFA Europa League
2. ↑  Bao gồm Supercopa de España

### Quốc tế
| Brasil    | Brasil | Brasil |
| Năm       | Trận   | Bàn    |
| --------- | ------ | ------ |
| 2009      | 6      | 0      |
| 2013      | 1      | 0      |
| 2014      | 6      | 0      |
| 2015      | 14     | 0      |
| 2016      | 10     | 1      |
| 2017      | 6      | 0      |
| 2018      | 11     | 2      |
| 2019      | 4      | 0      |
| Tổng cộng | 58     | 3      |

### Bàn thắng quốc tế
| # | Ngày                 | Địa điểm                                                    | Đối thủ   | Bàn thắng | Kết quả | Giải đấu                      |
| - | -------------------- | ----------------------------------------------------------- | --------- | --------- | ------- | ----------------------------- |
| 1 | 6 tháng 9 năm 2016   | Arena da Amazônia, Manaus, Brasil                           | Colombia  | 1–0       | 2–1     | Vòng loại FIFA World Cup 2018 |
| 2 | 23 tháng 3 năm 2018  | Sân vận động Luzhniki, Moscow, Nga                          | Nga       | 1–0       | 3–0     | Giao hữu                      |
| 2 | 16 tháng 10 năm 2018 | Khu liên hợp thể thao Nhà vua Abdullah, Jeddah, Ả Rập Xê Út | Argentina | 1–0       | 1–0     | Brasil Global Tour 2018       |

## Danh hiệu
Coritiba
- Paraná State League: 2004

São Paulo
- Brazilian League: 2006, 2007, 2008

Atlético Madrid
- UEFA Europa League: 2011–12
- UEFA Super Cup: 2012
- Copa del Rey: 2012–13
- La Liga: 2013–14
- Supercopa de España: Á quân 2013

Brasil
- Cúp Liên đoàn các châu lục: 2009

### Cá nhân
- Đội hình của năm Série A: 4

2007, 2008, 2009, 2010
- Bola de Prata: 2

2008, 2009